# So Much Fun
So Much Fun (с англ. — «Так Весело») — дебютный студийный альбом Янг Тага. Он был выпущен 16 августа 2019, на лейблах 300 Entertainment и Atlantic Records. Альбом содержит гостевые участия от Фьючера, Machine Gun Kelly, Gunna, Lil Baby, Lil Uzi Vert, Lil Duke, 21 Savage, Doe Boy, Lil Keed, Quavo, Juice WRLD, Nav, J. Cole и Трэвиса Скотта. Альбом был поддержан двумя синглами «The London» и «Hot»
So Much Fun получил хорошие оценки и достиг первое место в чарте Billboard 200, что сделало альбом самым успешным в карьере Янг Тага.

## Запись
Первоначально ходили слухи, что американский рэпер J. Cole, без какого-либо официального подтверждения со стороны Cole или Тага, будет исполнительным продюсером альбома, но этого так и не произошло. Во время записи альбома Таг работал с Roddy Ricch, 21 Savage и Gunna.

## Выпуск и продвижение
Первоначально So Much Fun назывался GOLFMOUFDOG (стилизованный как GØŁDMØÜFDÖG) до того, как Янг Таг раскрыл новое название в интервью для No Jumper. Таг также объявил об изменении названия альбома в социальных сетях. 10 августа 2019 года Таг объявил, что альбом выйдет 16 августа. Делюкс-издание альбома было выпущено 20 декабря 2019 года и включает пять новых треков: «Diamonds», «Hop Off a Jet», «Die Today», «Millions» и ремикс на «Hot».

### Синглы
Главный сингл альбома «The London» при участии J. Cole и Трэвиса Скотта был выпущен 23 мая 2019 года. Песня была спродюсирована T-Minus. Он занял 12 строчку в чарте Billboard Hot 100. Второй сингл «Hot» при участии Gunna был выпущен 31 октября 2019 года. Он занял 11 место в Billboard Hot 100.

## Обложка
На обложке альбома 803 человека встали так, что появилось очертание лица Янг Тага.

## Критические оценки
| Совокупная оценка    | Совокупная оценка |
| Источник             | Оценка            |
| -------------------- | ----------------- |
| Album of the Year    | 77/100            |
| AnyDecentMusic?      | 7.3/10            |
| Metacritic           | 79/100            |
| Оценки критиков      |                   |
| Источник             | Оценка            |
| AllMusic             | [ 14 ]            |
| And It Don't Stop    | B+                |
| Consequence of Sound | B                 |
| HipHopDX             | 4.0/5             |
| NME                  | [ 18 ]            |
| Pitchfork            | 8.4/10            |
| PopMatters           | 7/10              |
| RapReviews           | 6/10              |
| Rolling Stone        | [ 22 ]            |
| Spectrum Culture     | [ 23 ]            |

So Much Fun был встречен положительно.

### Награды и номинации
| Номинатор     | Номинация               | Место | Примечания |
| ------------- | ----------------------- | ----- | ---------- |
| Billboard     | 50 лучших альбомов 2019 | 43    | [ 24 ]     |
| Complex       | лучшие альбомы 2019     | 4     | [ 25 ]     |
| Noisey        | 100 альбомов 2019       | 71    | [ 26 ]     |
| Rolling Stone | 50 лучших альбомов 2019 | 18    | [ 27 ]     |
| Stereogum     | Лучшие альбомы 2019     | 25    | [ 28 ]     |
| Uproxx        | Лучшие альбомы 2019     | 3     | [ 29 ]     |
| Vibe          | 30 лучших альбомов 2019 | N/A   | [ 30 ]     |

| Год  | Награда                | Категория          | Результат | Примечания |
| ---- | ---------------------- | ------------------ | --------- | ---------- |
| 2020 | Billboard Music Awards | Лучшие рэп альбомы | Номинация | [ 31 ]     |

## Коммерческий успех
So Much Fun дебютировал на первом месте в чарте Billboard 200 с 131 000 продажами альбома (включая 5 000 физических версий). Это первый альбом Янг Тага, который занял первый номер в Billboard 200 и пятый в топ-10 (или шестое, если учитывать сборник Slime Language 2018 года). 29 июня 2020 года альбом стал платиновым за один миллион проданных копий.

## Список композиций
Адаптировано под BMI и ASCAP.
| №                   | Название                                            | Автор(ы)                                                                 | Продюсер(ы)                | Длительность |
| ------------------- | --------------------------------------------------- | ------------------------------------------------------------------------ | -------------------------- | ------------ |
| 1.                  | «Just How It Is»                                    | Jeffery Williams Wesley Glass Nicholas Mira                              | Wheezy Nick Mira           | 3:27         |
| 2.                  | «Sup Mate» (при участии Фьючера)                    | Williams Nayvadius Wilburn Dwan Avery Jacob Canady                       | DY ATL Jacob               | 3:58         |
| 3.                  | «Ecstasy» (при участии Machine Gun Kelly)           | Williams Colson Baker Avery Michael O'Brien                              | DY 12Hunna                 | 2:58         |
| 4.                  | «Hot» (при участии Gunna)                           | Williams Sergio Kitchens Glass                                           | Wheezy                     | 3:13         |
| 5.                  | «Light It Up»                                       | Williams                                                                 | Pi'erre Bourne             | 3:29         |
| 6.                  | «Surf» (при участии Gunna)                          | Williams Kitchens Jordan Jenks                                           | Pi'erre Bourne             | 3:04         |
| 7.                  | «Bad Bad Bad» (при участии Lil Baby)                | Williams Dominique Jones Glass Nils Noehden                              | Wheezy Nils                | 2:29         |
| 8.                  | «Lil Baby»                                          | Williams                                                                 | Pi'erre Bourne             | 3:22         |
| 9.                  | «What's the Move» (при участии Lil Uzi Vert)        | Williams Symere Woods Tariq Sharrieff Nicholas Emory                     | BLSSD Chef                 | 4:11         |
| 10.                 | «I Bought Her» (при участии Lil Duke)               | Williams Arnold Martinez Glass                                           | DJ Durel Wheezy [a]        | 3:22         |
| 11.                 | «Jumped Out the Window»                             | Williams Jonathan Priester                                               | Supah Mario                | 3:24         |
| 12.                 | «I'm Scared» (при участии 21 Savage и Doe Boy)      | Williams Shéyaa Abraham-Joseph Isam Mostafa Quavious Marshall Jenks      | Pi'erre Bourne             | 3:21         |
| 13.                 | «Cartier Gucci Scarf» (при участии Lil Duke)        | Williams Martinez                                                        | Jayrich Laplaya Prezzley P | 3:18         |
| 14.                 | «Big Tipper» (при участии Lil Keed)                 | Williams Raqhid Render                                                   | Southside Pvlace           | 3:43         |
| 15.                 | «Pussy»                                             | Williams Joshua Luellen Bryan Simmons                                    | Southside Pyrex            | 2:21         |
| 16.                 | «Circle of Bosses» (при участии Quavo)              | Williams Marshall Glass Noehden                                          | Wheezy Nils                | 2:59         |
| 17.                 | «Mannequin Challenge» (при участии Juice WRLD)      | Williams Jarad Higgins                                                   | T-Minus                    | 2:42         |
| 18.                 | «Boy Back» (при участии Nav)                        | Williams Navraj Goraya                                                   | Mustard                    | 3:23         |
| 19.                 | «The London» (при участии J. Cole и Трэвиса Скотта) | Williams Jermaine Cole Jacques Webster II Tyler Williams Kenneth Edmonds | T-Minus                    | 3:20         |
| Общая длительность: | Общая длительность:                                 | Общая длительность:                                                      | Общая длительность:        | 62:04        |

| №                   | Название                                            | Автор(ы)                        | Продюсер(ы)         | Длительность |
| ------------------- | --------------------------------------------------- | ------------------------------- | ------------------- | ------------ |
| 20.                 | «Diamonds» (при участии Gunna)                      | Williams Kitchens               | Pi'erre Bourne      | 3:30         |
| 21.                 | «Hop Off a Jet» (при участии Трэвиса Скотта)        | Williams Webster                | Wheezy Cubeatz      | 2:54         |
| 22.                 | «Die Today»                                         | Williams                        | Wheezy Money Musik  | 3:00         |
| 23.                 | «Millions»                                          | Williams                        | Wheezy              | 2:37         |
| 24.                 | «Hot» (Ремикс) (при участии Gunna и Трэвиса Скотта) | Williams Kitchens Webster Glass | Wheezy              | 4:39         |
| Общая длительность: | Общая длительность:                                 | Общая длительность:             | Общая длительность: | 78:48        |

Примечания
- ↑  дополнительный продюсер
- Изначально на «Ecstasy» не было гостевого участия от Machine Gun Kelly[36]

## Участники записи
- A. Bainz — запись (1–7, 10, 12–18), миксинг (1–18)
- Florian «Flo» Ongonga — запись (2, 8, 11, 12, 17)
- Fxxxy — запись (2)
- Jenso «JP» Plymouth — запись (3)
- Shaan Singh — запись (9, 13, 16), ассистент инженера (10), миксинг (1–18), инжиниринг (19)
- Andrew «Pro Logic» Franklin — запись (18)
- Gosha Usov — запись (19)
- Alex Tumay — миксинг (1–19)
- Jimmy Cash — дополнительный миксинг (19)
- Joe LaPorta — мастеринг (1–19)

## Чарты
| Чарты (2019)                           | Высшая позиция |
| -------------------------------------- | -------------- |
| Австралия (ARIA)                       | 36             |
| Австрия (Ö3 Austria)                   | 38             |
| Бельгия/Фландрия (Ultratop)            | 20             |
| Бельгия/Валлония (Ultratop)            | 38             |
| Канада (Canadian Albums Chart)         | 1              |
| Дания (Hitlisten)                      | 11             |
| Нидерланды (Album Top 100)             | 9              |
| Финляндия (Suomen virallinen lista)    | 45             |
| Франция (SNEP)                         | 29             |
| Германия (Offizielle Top 100)          | 66             |
| Ирландия (IRMA)                        | 23             |
| Италия (Classifica album)              | 48             |
| Латвия (LAIPA)                         | 11             |
| Литва (AGATA)                          | 7              |
| Новая Зеландия (RMNZ)                  | 3              |
| Норвегия (VG-lista)                    | 10             |
| Швеция (Sverigetopplistan)             | 38             |
| Швейцария (Schweizer Hitparade)        | 15             |
| Великобритания (UK Albums Chart)       | 9              |
| США (Billboard 200)                    | 1              |
| США (Billboard Top R&B/Hip-Hop Albums) | 1              |

| Чарты (2019)                           | Позиция |
| -------------------------------------- | ------- |
| США (Billboard 200)                    | 48      |
| США (Billboard Top R&B/Hip-Hop Albums) | 23      |

## Сертификации
| Регион | Сертификация | Продажи   |
| --- | ------------ | --------- |
| США (RIAA) | Платиновый   | 1 000 000 |
| * Данные о продажах приведены только на основе сертификации. · ^ Данные о тиражах приведены только на основе сертификации. · Данные о продажах + прослушиваниях приведены только на основе сертификации. |              |           |

## История выпуска
| Регион | Дата            | Лейбл(ы)     | Формат(ы)                  | Версия      | Примечания |
| ------ | --------------- | ------------ | -------------------------- | ----------- | ---------- |
| Мир    | 16 августа 2019 | 300 Atlantic | Цифровая загрузка стриминг | Стандартная | [ 60 ]     |
| Мир    | 20 декабря 2019 | 300 Atlantic | Цифровая загрузка стриминг | Делюкс      | [ 61 ]     |